# Theodor Rosebury
Theodor Rosebury (ur. 10 sierpnia 1904 w Londynie, zm. 25 listopada 1976 w Conway w Massachusetts) − amerykański mikrobiolog, specjalista chorób wenerycznych, autor pierwszej książki popularnonaukowej o pozytywnej roli mikrobiomu − "Microorganisms Indigenous to Man" (1962), twórca pojęcia amfibiozy (ang. amfibiosis), czyli dynamicznego i odwracalnego procesu zachodzącego pomiędzy gatunkami, w którym dany gatunek może być symbiotyczny lub pasożytniczy w zależności od okoliczności.
Urodził się w Anglii, ale gdy miał 6 lat jego rodzina przeprowadziła się do Nowego Jorku (obywatelstwo uzyskał w wieku 12 lat).
Uczęszczał do City College i New York University, a w 1928 ukończył University of Pennsylvania School of Dental Medicine z tytułem Doctor of Dental Surgery. W tym samym roku otrzymał stypendium z biochemiczne na Columbia University. W 1929 rozpoczął tam pracę bakteriologa, którą kontynuował do 1951. Został wtedy prezesem Wydziału Bakteriologii  Washington University w St. Louis.
W czasie II wojny światowej wstąpił do Biological Warfare Center w Fort Detrick w stanie Maryland i zajął się badaniami infekcji przenoszonych drogą powietrzną. W 1945 roku od War Department otrzymał odznaczenie za wyjątkową służbę cywilną.
Pozanaukowymi pasjami Rosenbury'ego były stolarstwo i muzyka (gra na flecie).

## Wybrane publikacje
- 1947; Experimental Air-Borne Infection: Equipment and Methods for the Quantitative Study of Highly Infective Agents − współautor
- 1947; Bacterial Warfare: A Critical Analysis of the Available Agents, Their Possible Military Applications, and the Means for Protection Against Them; J. Immunol. 1947 May 56(1):7-96 − współautor
- 1949; Peace or Pestilence? Biological Warfare and How to Avoid It
- 1962; Microorganisms Indigenous to Man
- 1969; Life on Man − nagroda National Book Awards 1971
- 1971; Microbes and Morals: The Strange Story of Venereal Disease